# 이토 준야 (1993년)
이토 준야(일본어: 伊東 純也, 1993년 3월 9일 ~ )는 일본의 축구 선수로 현재 벨기에 프로 리그의 헹크에서 미드필더 겸 공격수로 뛰고 있다.

## 구단 경력
그는 2015년 J1리그의 방포레 고후에 입단했다. 2016년 가시와 레이솔로 이적했다. 2019년까지 101경기에 출전하여, 19득점을 넣었다. 2019년 KRC 헹크로 이적했다. 2022년까지 119경기에 출전하여, 27득점을 넣었다. 2022년 스타드 랭스로 이적했다. 

## 국가대표팀 경력
그는 2017년 EAFF E-1 풋볼 챔피언십에 참가할 일본 국가대표팀에 발탁되었으며, 12월 9일 조선민주주의인민공화국와의 경기에서 데뷔했다. 2019년 AFC 아시안컵에도 출전, 준우승에 기여했다. 2022년 FIFA 월드컵에도 4경기에 출전, 16강 진출.

## 통계
| 일본 | 일본 | 일본 |
| 연도 | 출전 | 득점 |
| ---- | ---- | ---- |
| 2017 | 3    | 0    |
| 2018 | 4    | 2    |
| 2019 | 10   | 0    |
| 2020 | 3    | 0    |
| 2021 | 9    | 5    |
| 2022 | 13   | 2    |
| 2023 | 8    | 4    |
| 2024 | 10   | 1    |
| 통산 | 60   | 14   |